# Транспорт в Йемен
Транспортът в Йемен се характеризира с това, че е по-слабо развит в сравнение с този съседните му страни от Близкия изток.
В Йемен няма жп линии. Дължината на шосетата е около 70 хил. км, от тях около 10 хил. км са асфалтирани. Главни пристанища са Аден и Ходейда. В страната има 5 международни летища - Сана, Аден, Ел Мукала, Таийз, Ходейда.